# Choroba Kaszina-Beka
Choroba Kaszina-Beka (łac. Osteoarthritis deformans endemica, ang. Kashin-Bek disease) – nabyta choroba, występująca endemicznie w Chinach, Tybecie i Syberii. Objawy choroby pojawiają się około 5. roku życia. W przebiegu choroby dochodzi do zniszczenia stawów, co wywołuje nawracające i przeważnie obustronne bóle stawów, ograniczenie ich ruchomości oraz obrzęk.

## Epidemiologia
Szacuje się, że w samych Chinach na chorobę cierpi 2,5 miliona ludzi.

## Etiologia
Uważa się, że u podstaw choroby leży niedobór selenu oraz jodu, zwłaszcza gdy oba stany współistnieją. Z tego też powodu choroba przebiega często z wolem tarczycy i rzadziej kretynizmem. Podejrzewa się, że znaczenie może mieć również zanieczyszczenie zboża grzybami oraz mykotoksyny.

## Objawy
Choroba charakteryzuje się zaburzeniami wzrostu i dojrzewania u dzieci. Nieprawidłowości we wzroście kości doprowadzają do zmian w obrębie nasad i przynasad kości, które powodują zaburzenia wzrostu.

## Leczenie
Leczenie ma charakter paliatywny. Obecnie prowadzone jest badanie, mające na celu wyjaśnienie, czy suplementacja antyoksydantów wpływa na przebieg choroby.

## Historia
Choroba została po raz pierwszy opisana w 1849 przez rosyjskiego lekarza Nikołaja Kaszina, a w 1909 przez Jewgienija Beka.